# Kozia Góra (województwo łódzkie)
Kozia Góra – wieś w Polsce, położona w województwie łódzkim, w powiecie kutnowskim, w gminie Strzelce.
| SIMC    | Nazwa            | Rodzaj    |
| ------- | ---------------- | --------- |
| 0577432 | Glinice          | część wsi |
| 0577426 | Nowa Kozia Góra  | część wsi |
| 0577449 | Stara Kozia Góra | część wsi |

W latach 1975–1998 wieś administracyjnie należała do województwa płockiego.